# Qafa e Pejës
Der Qafa e Pejës (deutsch Peja-Pass) ist ein 1710 m ü. A. hoher Gebirgspass im nördlichen Albanien. 
Über den Pass führt ein Fußweg von Theth ins montenegrinische Gusinje. In den zentralen Albanischen Alpen gelegen, bildet er einen Durchgang zwischen den Bjeshkët e Namuna (2568 m ü. A.) im Westen und der Jezercagruppe (2694 m ü. A.) im Osten. Der Pass ist Teil der großen Wasserscheide in den Albanischen Alpen zwischen der Adria und dem Schwarzen Meer.
Der Pass fällt auf der Südseite viele hundert Meter sehr steil ins Shala-Tal ab – der Weg führt im Zickzack die fast senkrechte Wand hoch. Auf der Nordseite ist das Gebiet weniger steil. Gleich nördlich der Passhöhe liegt aber eine rund 75 Meter tiefe Mulde mit einem kleinen Bergsee, den Peja-See (albanisch Liqeni i Pejës). Die Mulde muss auf der Nordseite über einen ähnlich hohen Pass verlassen werden.
Früher führte ein wichtiger Karawanenweg vom Südwestrand des Gebirges über den Pass nach Gusinje und weiter nach Peja, was dem Pass seinem Namen gab. Durch die Grenzziehung hat dieser aber seine Bedeutung verloren.
Der Qafa e Pejës dient zudem als Ausgangspunkt für Besteigungen der Jezerca im Südosten, dem höchsten Berg der Dinarischen Alpen, und Trekking-Touren im Gebiet. Es gibt diverse Alpen und einige kleine Seen in der Region, aber nur wenig Quellwasser. Westlich vom Pass erhebt sich der Arapi.
Der Weg über den Pass bildet eine der Etappen des Fernwanderwegs Peaks of the Balkans, der die Bergregionen im Kosovo, in Montenegro und Albanien miteinander verbindet.

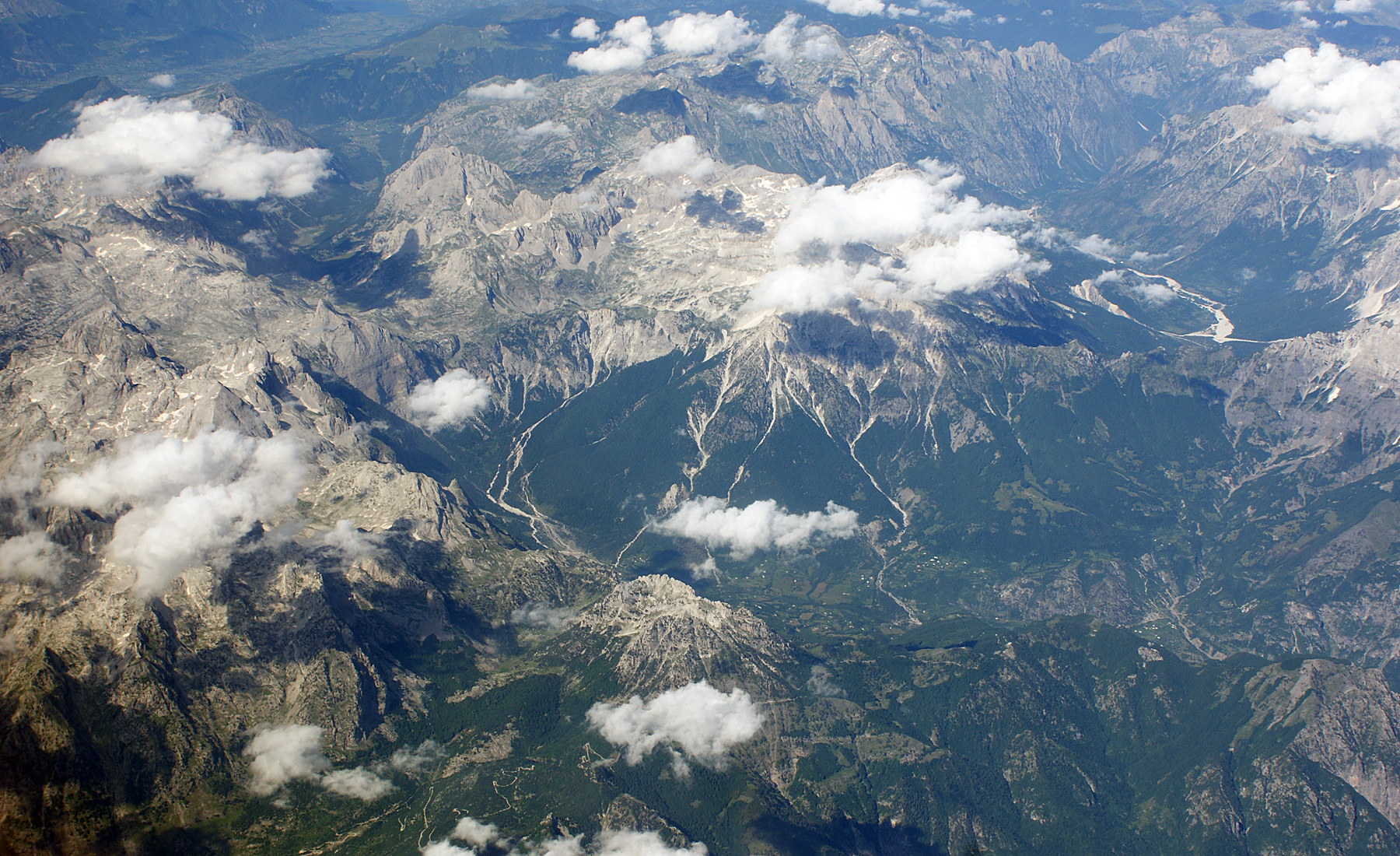
Luftbild des Prokletije mit Qafa e Pejës leicht links der Mitte
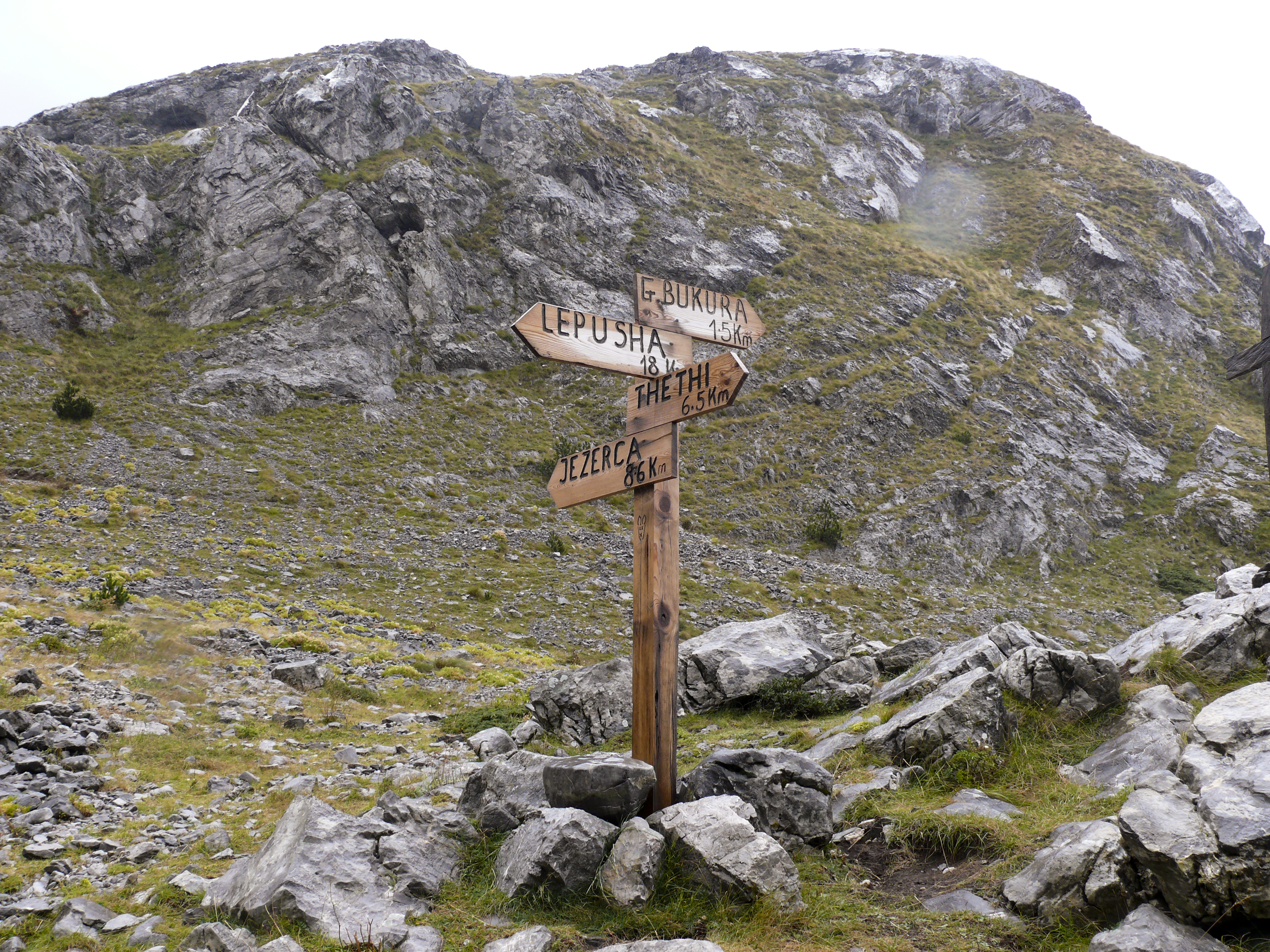
Wegweiser am Pass